# Rai 3
Rai 3 és la tercera cadena de televisió de la Rai (juntament amb Rai 1, Rai 2, Rai 4 i Rai 5). Va començar les seves emissions el 15 de desembre de 1979 com Rete 3 i el 1982 passa a la seva denominació actual, Rai Tre.

## Història
La Rai Tre neix a partir de la reforma de la Llei sobre la RAI, i va començar les seves emissions regulars per a tot el país el 1979 encara que ja realitzava transmissions experimentals des de 1975.
Amb el procés de lottizzazione d'atorgar canals públics segons corrents polítics per a garantir la seva pluralitat, Rai Tre va passar a ser històricament com una cadena amb influència del comunisme italià, quan el 1987 arriba a la direcció Angelo Guglielmi, moment en què l'emissora fou coneguda com Tele Kabul, i estrenà diversos programes que arribarien a ser considerats de culte. En els anys 90 es diversifiquen els canals de la Rai. Rai Tre passa a ser un canal més cultural, amb una programació amb desconnexions regionals per als informatius, i que pogués aprofundir en programes satírics, concursos culturals i sobretot, informació.
El 1999 el canal passa a tenir funcions específiques de servei públic, mantenint els esquemes d'informació, cultura i documentals a més d'altres programes d'entreteniment general.
El 10 de maig de 2010, a causa d'un canvi d'imatge corporativa de Rai, la cadena canvia de nom a l'actual substituint la paraula Tre pel número quedant el nou nom Rai 3.
El 25 d'octubre de 2013 van començar a emetre en Alta definició els canals Rai 1, Rai 2 i Rai 3 en les plataformes de televisió per satèl·lit. Començaran a emetre en la TDT a la fi d'any reemplaçant a RAI HD.

## Seus regionals
Rai 3 manté 21 direccions regionals en tots les capital regionals excepte per la Calàbria i Abruços on la seu regional estan en capital de províncies a Cosenza i Pescara, a Alto Adige hi ha un altre seu regional en Bozen per a transmetre programes, (com el TGR) en italià, alemany i ladí com en la seu regional de Trieste i Aosta transmeten programes respectivament en eslovè i francès.
| Regions               | Direccions regionals | Data de la creació   |
| --------------------- | --- | -------------------- |
| Vall d'Aosta          | Seu Rai d'Aosta Difusió a la regió Vall d'Aosta en italià, francès i valdostà amb Rai Vd'A i RAI Vd'A - Programmes. | 1968                 |
| Piemont               | Centre de producció Rai de Torí Difusió a la regió Piemonte en italià. | 24 d'agost de 1924   |
| Ligúria               | Seu Rai de Gènova Difusió a la regió Ligúria en italià. | 1928                 |
| Llombardia            | Centre de producció Rai de Milà Difusió a la regió Llombardia en italià. | 3 de gener de 1954   |
| Trentino - Alto Adige | Seu Rai de Trento Difusió a la regió província de Trento en italià amb l'estació Rai Trentino. | primavera 1966       |
| Trentino - Alto Adige | Seu Rai de Bozen Difusió en província de Bozen en italià, en alemany i en ladí amb els estacions Rai Alto Adigio, Rai Südtirol i Rai Ladinia. Per als programes en alemany i ladí, hi ha una cadena anomenada Rai 3 Südtirol.               | 12 de juliol de 1928 |
| Vènet                 | Seu Rai de Venècia Difusió a la regió Vènet en italià | 1964                 |
| Friül-Venècia Júlia   | Seu Rai de Trieste Difusió a la regió Friül-Venècia Júlia en italià, en friülà i en eslovè amb l'estació Rai Friuli Venezia Giulia i Rai Furlanija Julijska Krajina. Per als programes en eslovè, hi ha una cadena anomenada Rai 3 BIS FJK. | 1931                 |
| Emília-Romanya        | Seu Rai de Bolonya Difusió a la regió Emília-Romanya en italià. | 1986                 |
| Toscana               | Seu Rai de Florència Difusió a la regió Toscana en italià. | 18 avril 1968        |
| Umbria                | Seu Rai de Perusa Difusió a la regió Umbria en italià. | anys 1960            |
| Marques               | Seu Rai d'Ancona Difusió a la regió Marques en italià. | 1938                 |
| Laci                  | Centre de radiodifusió Biagio Agnes o Centre de producció Rai de Saxa Rubra Difusió a la regió Laci en italià. | 5 de juny de 1990    |
| Abruços               | Seu Rai de Pesqués Difusió a la regió Abruços en italià. | 1959                 |
| Molise                | Seu Rai de Campobasso Difusió a la regió Molise en italià. | -                    |
| Campània              | Centre de producció Rai de Nàpols Difusió a la regió Campània en italià. | 7 de març de 1963    |
| Apulia                | Seu Rai de Bari Difusió a la regió Apulia en italià. | 11 de març de 1959   |
| Basilicata            | Seu Rai de Potenza Difusió a la regió Basilicata en italià. | -                    |
| Calàbria              | Seu Rai de Cosenza Difusió a la regió Calàbria en italià. | 1958                 |
| Sicília               | Seu Rai de Palerm Difusió a la regió Sicília en italià. | 1986                 |
| Sardenya              | Seu Rai de Càller Difusió a la regió Sardenya en italià. | -                    |

## Seus regionals separades
- Friül-Venècia Júlia: Udine, via Caratti Umberto, 20
- Abruços: L'Aquila, via Leonardo da Vinci, 6 presso palazzo Silone seu regional.
- Calàbria: Catanzaro, via Giuseppe Raffaelli, 15 dietro a palazzo di Vetro no reconegut[5]
- Sicília: Catania, via Passo Gravina, 158
- Sardenya: Sassari, via dei Mille, 9/A

## Programació
El canal és de tipus generalista i proposa una programació cultural i de recerca periodística, a més de dedicar amplis espais a les autonomies locals italianes.

### Informació
- TG3 (Informatiu)
- TGR (Informatiu regional)
- Report
- Chi l'ha vist?

### Programació infantil
- Doraemon
- Disney Club
- I Lunnis
- Looney Tunes
- Pretty Cure
- Pokémon
- Teletubbies
- Sonic X
- Kirby Right Back At Ya!
- Winx Club
- Pop Pixie
- Mermaid Melody - Principesse sirene
- Digimon
- Monster Rancher
- Kirby
- Shaman King
- Super Doll Licca Chan
- UFO Baby
- Andy il re degli scherzi
- Titeuf
- Wheel Squad

## Curiositats
- Quan encara era Primer Ministre i en plena campanya electoral, Silvio Berlusconi no va aguantar una entrevista de mitja hora conduïda per Lucia Annunziata (anterior directora de la Rai, cessada per Berlusconi) perquè es va asseure incòmode amb les preguntes que la periodista li feia, per la qual cosa va abandonar el plató als 15 minuts. Una vegada fora del plató, abans de concloure el programa es van sentir crits seus a l'estudi de "Després diuen que jo controlo la Rai".[6]
- RaiOT (emès a Rai Tre), un programa satíric conduït per la comediant Sabina Guzzanti i bastant crític amb el Govern i la classe política italiana, va causar polèmica en la Rai el 2003. Malgrat ser líder durant la seva franja d'audiència el dia de la seva estrena, la Rai va retirar el programa al·legant primer que Mediaset li va reclamar 20 milions d'euros per injúries, i una vegada desestimada la demanda, al·legant que "van ser bastant ofensius". La cancel·lació va portar a Sabina a realitzar el seu segon programa a l'Auditori de Roma amb entrada lliure, i a realitzar la pel·lícula "Viva Zapatero!", relacionada amb l'estat de la llibertat d'expressió en Itàlia durant l'etapa Berlusconi, la situació de Rai, i la retirada del seu programa.

## Audiències
Al maig de 2014, Rai 3 va ser el tercer canal de televisió amb major audiència de la televisió italiana, només superat pel també públic Rai 1 i Canale 5
|      | Gener  | Febrer | Març   | Abril  | Maig   | Juny   | Juliol | Agost  | Setembre | Octubre | Novembre | Desembre | Mitjana anual |
| ---- | ------ | ------ | ------ | ------ | ------ | ------ | ------ | ------ | -------- | ------- | -------- | -------- | ------------- |
| 2013 | 7,54 % | 7,63 % | 8,25 % | 8,06 % | 8,17 % | 7,26 % | 6,52 % | 5,67 % | 6,12 %   | 7,25 %  | 7,54 %   | 7,31 %   | 7,35 %        |
| 2014 | 7,16 % | 7,02 % | 6,87 % | 6,77 % | 7,08 % | 6,23 % | 6,12 % | 5,54 % | 5,78 %   | 6,77 %  | 7,26 %   | 7,18 %   | 6,71 %        |
| 2015 | 7,15 % | 6,91 % | 6,80 % | 6,38 % | 7,00 % | 6,57 % | 6,01 % | 5,46 % | 5,67 %   | 6,84 %  | 7,28 %   | 7,06 %   | 6,62 %        |
| 2016 | 6,81 % | 6,75 % | 6,61 % | 6,74 % | 6,78 % | 6,13 % | 5,76 % | 4,83 % | 5,55 %   | 6,84 %  | 7,27 %   | 7,06 %   | 6,47 %        |
| 2017 | 7,03 % | 6,53 % | 6,59 % | 6,48 % | 6,21 % | 5,97 % | 6,05 % | 5,16 % | 5,54 %   | 6,21 %  | 6,75 %   | 6,83 %   | 6,28 %        |
| 2018 | 6,74 % | 6,63 % | 6,96 % | 6,53 % | 6,54 % | 6,35 % | 6,32 % | 5,80 % | 6,12 %   | 6,92 %  | 7,53 %   |          |               |

Font : Auditel
Llegenda :
Fons verd : Millor resultat històric.
Fons roig : Pitjor resultat històric.